# Femme spirituelle
 (septembre 2018).

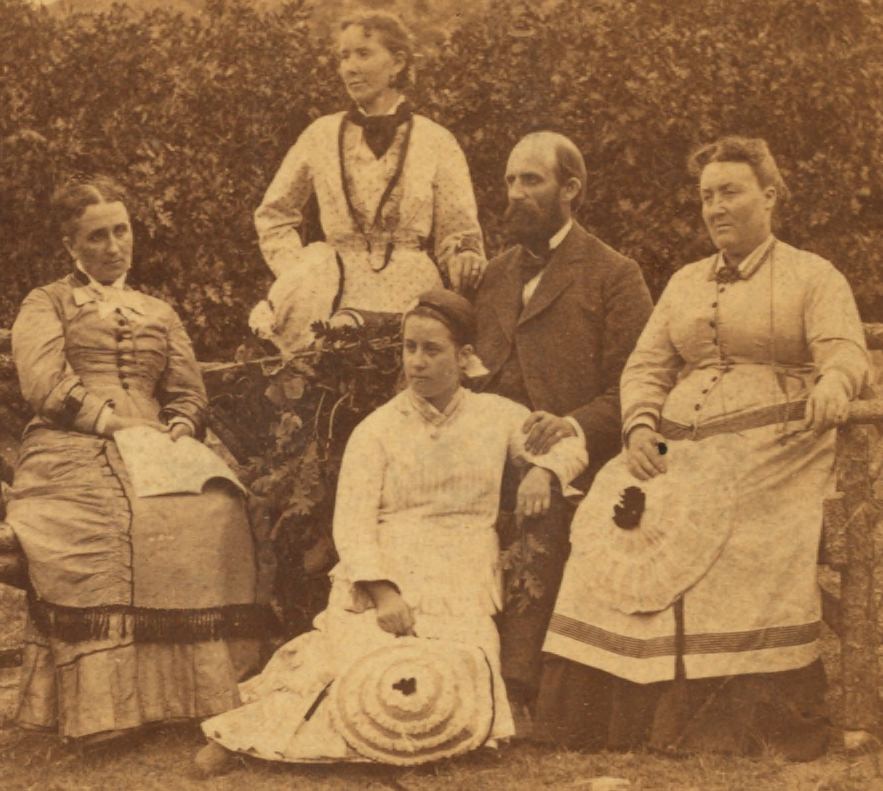
Un « saint » mormon et ses femmes par Charles Weitfle (c. 1878-1885)

La Femme spirituelle est un terme utilisé pour la première fois en Amérique par les Immortalistes dans et près de la vallée de Blackstone au Rhode Island et du Massachusetts dans les années 1740. Le terme décrit l'idée que certaines personnes sont divinement destinées à se rencontrer et à partager leur amour (à différents points du spectre charnel-spirituel, selon le mouvement religieux concerné) après avoir reçu une confirmation spirituelle et indépendamment des liens conjugaux civils antérieurs.
Son histoire en Europe parmi les différents mouvements primitivistes chrétiens a été bien documentée. Les adeptes de Jacob Cochran, dès 1818, utilisaient la «religion spirituelle» pour décrire leur doctrine religieuse de l'amour libre. Souvent confondue avec la polygamie, la cohabitation spirituelle des Cochranites était la pratique selon laquelle les partenaires communautaires étaient temporairement affectés et réaffectés, soit par préférence personnelle, soit par autorité religieuse.
Le terme a ensuite été introduit par le mouvement des saints des derniers jours par John C. Bennett, qui l'a ouvertement appliqué à la doctrine du mariage plural. Selon Helen Mar Whitney, "à l'époque à Nauvoo l'épouse spirituelle était le titre par lequel chaque femme qui était entrée dans cet ordre était appelée, car elle était enseignée et pratiquée comme un ordre spirituel, pour de telles infractions.
William Smith, frère cadet de Joseph Smith et apôtre de l'Église de Jésus-Christ des saints des derniers jours, a écrit à la fin de l'année 1844 une brochure peu connue, intitulée The Elders 'Pocket Companion. ses propres vues sur les différences entre "le système spirituel de l'épouse" et "la pluralité des épouses". Smith a expliqué que la femme spirituelle était la pratique de: (1) une femme sainte des derniers jours debout comme procuration vivante pour que la ou les anciennes épouses civiles de son mari lui soient "scellées" pour l'éternité par le sacerdoce des derniers jours et (2) les femmes célibataires des derniers jours qui sont scellées de manière plurielle aux saints des derniers jours pendant le "millénaire" (le règne post-apocalyptique de Jésus sur la terre, qui dure mille ans). La "doctrine de la pluralité des femmes", écrit Smith, était simplement de la polygamie biblique pratiquée par les "anciens prophètes et patriarches". Citant le Livre de Mormon, Smith a mis fin à sa brochure en soulignant que le Livre de Mormon, tout en proscrivant généralement la polygamie de type biblique, comprend la mise en garde suivante: «Si je veux, dit le Seigneur des armées, Commandera mon peuple (l'accent est mis sur Smith).
Les théories de Smith ont cependant démenti ses actions, car non seulement il avait cinq épouses civiles (dont deux avaient été scellées par la prêtrise), mais il était également scellé à 17 autres femmes, qu'il appelait généralement «épouses spirituelles».
Le terme mariage complexe a été utilisé plus tard par la communauté d'Oneida dans les années 1840 pour décrire une pratique de mariage libre similaire à la femme spirituelle.

## A voir
- Église de Jésus-Christ des saints des derniers jours